# Лидија Софија Јевремовић
Лидија Софија Јевремовић је српски вокални педагог и музички извођач из Крагујевца. Препозната је по свом педагошком раду у Музичкој школи „Др Милоје Милојевић“, где обавља функцију помоћника директора, као и по оснивању и вођењу Оперског студија школе. Њена каријера представља синтезу уметничке праксе, педагошке иновације и културног рада.

## Образовање
Лидија Софија Јевремовић је своје музичко образовање стекла на Факултету музичке уметности у Београду, где је завршила основне и магистарске студије, стекавши звање магистра уметности – музичког извођача. Усавршавала се у класи примадоне и професора емеритуса Радмиле Бакочевић.
Поред музичког образовања, завршила је и мастер студије „Лидерство у образовању“ на Факултету педагошких наука у Јагодини (Универзитет у Крагујевцу). Прошла је и обуку за медијатора и тренера медијације у организацији Центра за конструктивно решавање сукоба Србије, стекавши лиценцу Министарства правде Републике Србије за мирно решавање спорова.
Поседује ECDL (European Computer Driving Licence) сертификат за дигиталну писменост и бави се видео монтажом, обрадом слика и графичким дизајном, што примењује у креирању мултимедијалних образовних садржаја и визуелног идентитета сценских продукција. Такође се бави портретном и документарном фотографијом, а имала је и самосталну изложбу слика под називом „Необичан свет“.

## Педагошки рад

### Музичка школа „Др Милоје Милојевић“
Током каријере дуге преко три деценије у Музичкој школи „Др Милоје Милојевић“ у Крагујевцу, обављала је низ значајних административних и лидерских улога. Била је помоћник директора, представник наставника у Школском одбору, руководилац стручног већа за соло певање и координатор више школских тимова, укључујући Тим за обезбеђивање квалитета и развој школе.
Иницирала је увођење експерименталног предмета „Јавни наступ“, препознавши потребу да се ученици, поред техничких вештина, оспособе и за сценску презентацију.

### Оперски студио у Крагујевцу
Круна њеног педагошког рада је Оперски студио Музичке школе „Др Милоје Милојевић“, који је основала 2014. године. Студио функционише као професионални инкубатор који премошћује јаз између школовања и професионалне каријере, омогућавајући ученицима да прођу кроз цео процес стварања једне оперске представе.
Две значајне продукције студија су:
- Дидона и Енеј Хенрија Персла (2018): У режији Тадије Милетића, реализована у копродукцији са Књажевско-српским театром и Музичком омладином Крагујевца. У овој представи, Јевремовић је била руководилац пројекта, вокални ментор и извођач (улога Прве вештице).[2]
- Фигарова женидба Волфганга Амадеуса Моцарта (2019): Такође у режији Тадије Милетића.[3]

### Успеси ученика
Током своје каријере, ученици Лидије Софије Јевремовић освојили су преко стотину награда на републичким и међународним такмичењима. Многи од њих су наставили школовање на престижним музичким академијама и постали водећи солисти на српској оперској сцени.
| Име ученика               | Глас          | Кључна достигнућа / Ангажман                              |
| ------------------------- | ------------- | --------------------------------------------------------- |
| Евгенија Јеремић Покрајац | Сопран        | Стални члан ансамбла Опере Народног позоришта у Београду. |
| Стеван Каранац            | Тенор         | Солиста Српског народног позоришта у Новом Саду.          |
| Виктор Аксентијевић       | Баритон/Тенор | Ангажован у Позоришту у Либеку, Немачка.                  |

У класи мр Лидије Јевремовић истакли су се Стефан Анђелковић (баритон), Јована Илић (сопран), Алекса Јевтић (баритон), Искра Сретовић (сопран), Милица Петровић (сопран), Маја Степовић (сопран), Павле Панин (бас), Катарина Вешковац (сопран), Марија Милосављевић (сопран) и други.

## Уметничка каријера
Уметничка пракса Лидије Софије Јевремовић фокусирана је на савремене српске композиције.
- Царица Милица у опери Лазарево обретеније Мирољуба Аранђеловића Расинског. Ова опера је изведена у Крушевцу у оквиру Видовданских свечаности.
- Солисткиња у ораторијуму Књига о Јову композитора Југослава Бошњака. Овај пројекат је изведен са Симфонијским оркестром и Хором Радио-телевизије Србије под диригентском палицом Бојана Суђића у Коларчевој задужбини. Снимак овог дела доступан је на њеном YouTube каналу "lidyaz".[7]
- Прва вештица у опери Дидона и Енеј Хенрија Персла, у продукцији сопственог Оперског студија, где је наступала заједно са својим ученицима.[2]

## Награде и признања
- Златна значка Културно-просветне заједнице Србије (2005), за дугогодишњи допринос развоју културних делатности.[8]
- Награда Заједнице музичких и балетских школа Србије (2024), за дугогодишњу свестрану делатност на васпитању и образовању младих талената.
- Специјална награда Удружења „Жене у музици“ (2019).

Била је члан жирија на бројним такмичењима, укључујући Међународно такмичење соло певача „Никола Цвејић“ у Руми и такмичење „Лазар Јовановић“ у Београду, као и уметнички директор такмичења „Радмила Бакочевић“.